# Спіради

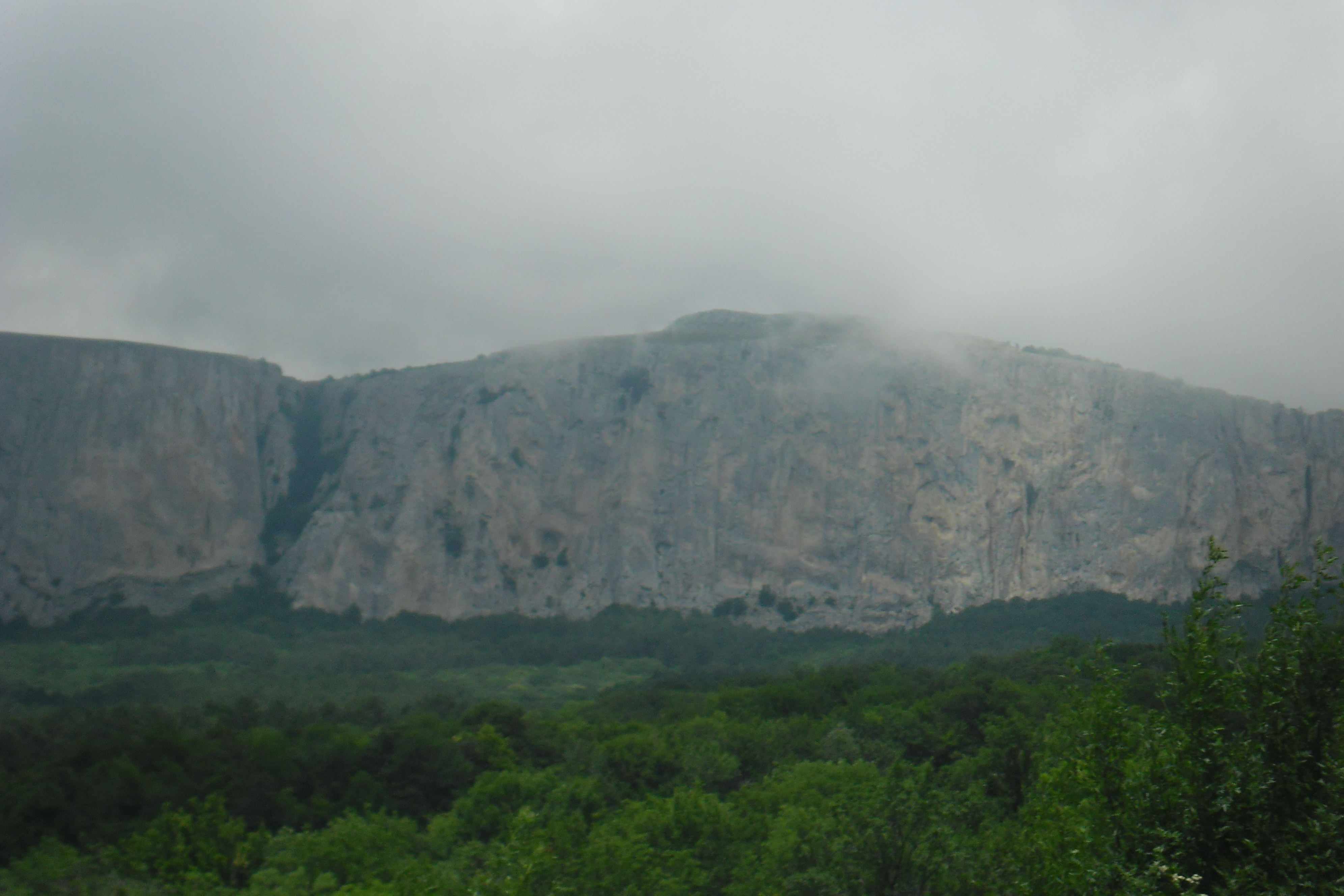
Гора Спіради в «стіні» Ай-Петринської яйли.

Спіради — гора в Криму, Ай-Петринська яйла. Висота 1029 м. Гола трапециевидна вершина, південний схил якої обривається скельною стіною, розділеною вертикальною розпадиною. Витягнута уздовж бровки Ай-Петринської яйли в 2,5 км на північний схід від нп Оползневе (Ялта), на захід від гори Пиляки.

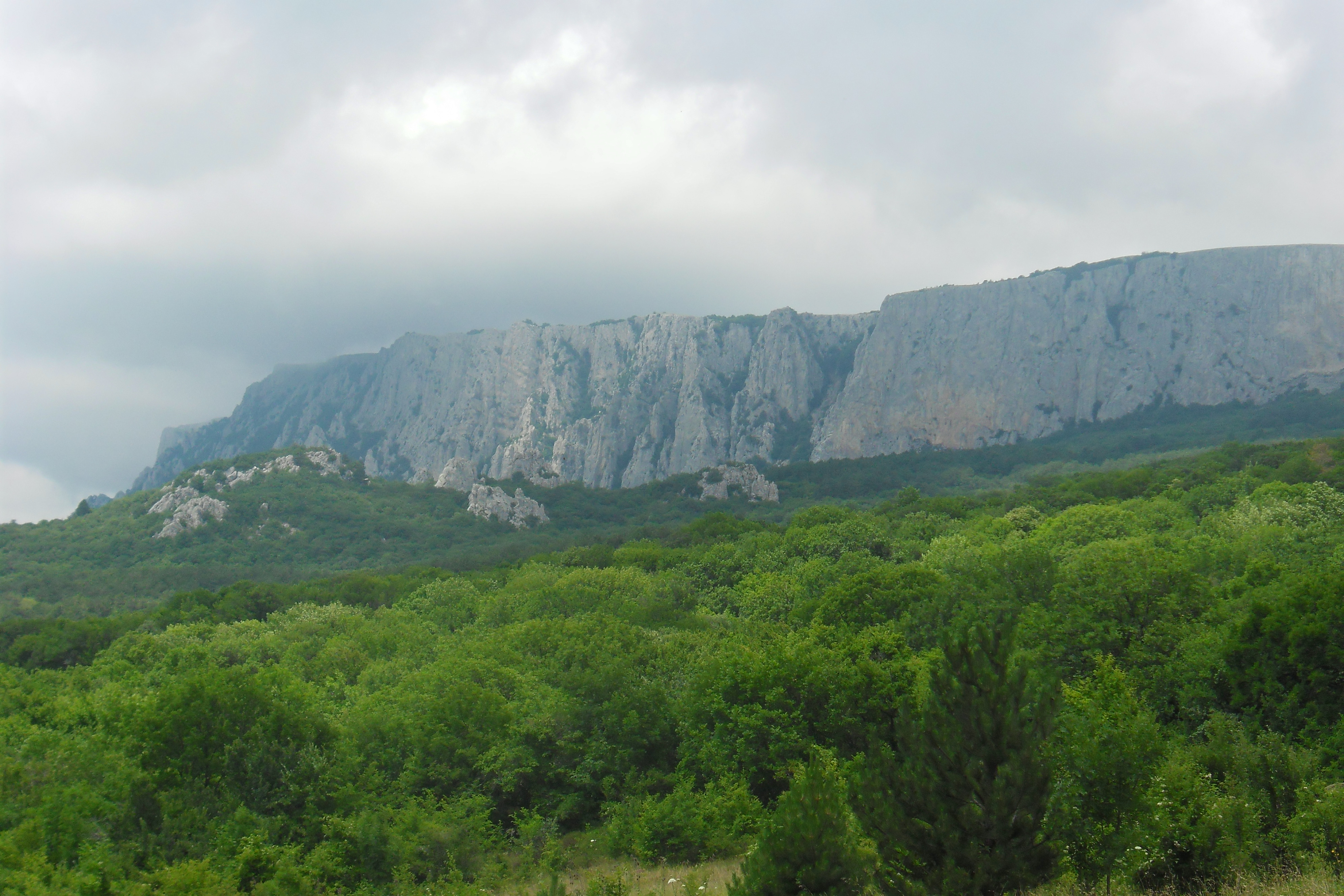
Вид на Ай-Петринську яйлу від г. Хир